# Tamati Williams
Tamati Williams (* 19. Januar 1984 in Dunedin) ist ein ehemaliger neuseeländischer Fußballtorhüter.

## Karriere
Von 2003 bis 2004 spielte Williams bei den Auckland Football Kingz, die sich 2004 in die New Zealand Knights umbenannten. Zuvor war er bereits bei europäischen Vereinen vorstellig geworden und hatte Probetrainings bei den Blackburn Rovers und Stockport County absolviert, wurde dort jedoch nicht weiter berücksichtigt. Anschließend legte er eine 18-monatige Pause ein, um seine Modelkarriere voranzutreiben, dies allerdings ohne Erfolg. 2005 wurde er von Waikato FC gedraftet und spielte somit wieder in Neuseeland, um dem abgeschlagenen Tabellenletzten zu helfen. Nach Ablauf der Saison wechselte er zu University-Mount Wellington, bevor er einen Vertrag bei Auckland City FC unterschrieb. Mit Auckland spielte er neben der nationalen Meisterschaft auch in der OFC Champions League. Insgesamt stand er in seinem ersten Jahr bei Auckland bei 18 Spielen im Tor. In der Sommerpause wechselte er zu Forest Hill Milford United, wo er bis 2012 aktiv war, ehe er nach Auckland zurückkehrte. In der zweiten Hälfte der Saison 2011/2012 bestritt Williams lediglich fünf Saisonspiele, davon zwei in der Champions League, die er letztendlich mit Auckland City gewinnen konnte. Die Titelverteidigung gelang Williams mit Auckland im darauffolgenden Jahr, wobei er keine Minute der Champions League verpasste. In der Meisterschaft erreichte er als Nummer eins im Tor das Finale, kassierte dort jedoch vier Gegentore und musste sich somit dem Erzrivalen Auckland City geschlagen geben. Außerdem stand er im Tor bei der FIFA Klub-WM gegen Sanfrecce Hiroshima. Von 2015 bis 2017 spielte er noch in den Niederlanden für den RKC Waalwijk und beendete im Dezember 2017 bei Aalborg BK in Dänemark seine aktive Karriere.

### Nationalmannschaft
Nachdem er schon für diverse Jugendauswahlen Neuseelands zum Einsatz gekommen war, bestritt Williams am 30. Mai 2014 ein Testspiel für die A-Nationalmannschaft gegen Südafrika (0:0).

## Erfolge
- OFC-Champions-League-Sieger: 2012, 2013, 2014, 2015
- Neuseeländischer Meister: 2014, 2015